# 排卵痛
排卵痛（Mittelschmerz，德語：[ˈmɪtl̩ʃmɛʁt͡s] ⓘ）是指因排卵而引起的疼痛。发生在月經前约 14 天，持续数分钟至 2 天。疼痛只影响下腹部單侧，可能是钝痛或剧痛 。其他症状包括可能陰道有点狀出血。通常每個月一次，且可能两侧交替发生 。
可能的机轉並不清楚，但可能是濾泡在排卵時，释放的血液和液体引起的刺激反應，或血中的黄体生成素濃度过高造成的平滑肌收缩  。诊断需先排除其他可能病因，如闌尾炎、子宮內膜異位症、卵巢囊腫、宫外孕和性傳染病  。
治疗方法包括服用对乙酰氨基酚或布洛芬。也可以避孕药预防發生。虽然并不严重，但可能复发。约有 20% 至 40% 的女性患有排卵痛 。此术语源自德语，原意为「中度疼痛」。過去，曾依這個症狀來控制生育能力，達到避孕的目的。